# Qualificazioni al campionato europeo maschile under 21 di calcio 2017
La Polonia è automaticamente qualificata per la fase finale in quanto nazione ospitante. I rimanenti undici posti sono stati assegnati tramite un percorso di qualificazione che ha visto la partecipazione di 52 nazionali suddivise in 9 gironi (7 da sei squadre e 2 da cinque). Hanno avuto accesso alla fase finale le prime di ogni girone; le migliori quattro seconde classificate si sono sfidate negli spareggi per gli ultimi due posti.

## Sorteggio
Il sorteggio per le qualificazioni è avvenuto il 5 febbraio 2015. La composizione delle urne era la seguente:
| Urna A                                                                                                  | Urna B                                                                                    | Urna C                                                                                       | Urna D | Urna E                                                                                              | Urna F                                                                                    |
| --- | ----------------------------------------------------------------------------------------- | -------------------------------------------------------------------------------------------- | --- | --------------------------------------------------------------------------------------------------- | ----------------------------------------------------------------------------------------- |
| - Spagna - Inghilterra - Italia - Germania - Francia - Rep. Ceca - Portogallo - Paesi Bassi - Danimarca | - Russia - Svizzera - Svezia - Serbia - Israele - Ucraina - Slovacchia - Romania - Belgio | - Turchia - Slovenia - Austria - Grecia - Scozia - Croazia - Norvegia - Armenia - Montenegro | - Finlandia - Galles - Ungheria - Islanda - Bosnia ed Erzegovina - Georgia - Moldavia - Irlanda - Bielorussia | - Bulgaria - Cipro - Macedonia - Lituania - Azerbaigian - Kazakistan - Albania - Lettonia - Estonia | - Fær Øer - Irlanda del Nord - Lussemburgo - Malta - San Marino - Andorra - Liechtenstein |

Prima del sorteggio è stato stabilito che, per ragioni politiche, Armenia e Azerbaigian non potessero essere inserite nello stesso girone (a causa della disputa sul Nagorno Karabakh), come pure Georgia e Russia (a causa della disputa sull'Ossezia del Sud). Inoltre Gibilterra non è stata aggiunta nel sorteggio.

## Gruppi

### Gruppo 1
| Squadra    | P.ti | G  | V | N | P | F  | S  | DR  |
| ---------- | ---- | -- | - | - | - | -- | -- | --- |
| Rep. Ceca  | 23   | 10 | 7 | 2 | 1 | 29 | 10 | +19 |
| Belgio     | 18   | 10 | 6 | 0 | 4 | 14 | 11 | +3  |
| Montenegro | 16   | 10 | 4 | 4 | 2 | 13 | 11 | +2  |
| Malta      | 11   | 10 | 3 | 2 | 5 | 9  | 20 | -11 |
| Lettonia   | 9    | 10 | 2 | 3 | 5 | 10 | 13 | -3  |
| Moldavia   | 7    | 10 | 2 | 1 | 7 | 8  | 18 | -10 |

| Squadra    | Malta (bandiera) | Belgio (bandiera) | Montenegro (bandiera) | Moldavia (bandiera) | Rep. Ceca (bandiera) | Lettonia (bandiera) |
| ---------- | ---------------- | ----------------- | --------------------- | ------------------- | -------------------- | ------------------- |
| Malta      |                  | 2 – 3             | 0 – 1                 | 3 – 2               | 0 – 7                | 1 – 0               |
| Belgio     | 2 – 0            |                   | 1 – 2                 | 2 – 1               | 2 – 1                | 0 – 1               |
| Montenegro | 0 – 0            | 3 – 0             |                       | 1 – 0               | 0 – 3                | 3 – 3               |
| Moldavia   | 0 – 0            | 0 – 2             | 1 – 0                 |                     | 1 – 3                | 0 – 3               |
| Rep. Ceca  | 4 – 1            | 1 – 0             | 3 – 3                 | 4 – 1               |                      | 2 – 1               |
| Lettonia   | 1 – 2            | 0 – 2             | 0 – 0                 | 0 – 2               | 1 – 1                |                     |

### Gruppo 2
| Squadra  | P.ti | G  | V | N | P | F  | S  | DR  |
| -------- | ---- | -- | - | - | - | -- | -- | --- |
| Italia   | 24   | 10 | 7 | 3 | 0 | 17 | 3  | +14 |
| Serbia   | 23   | 10 | 7 | 2 | 1 | 27 | 8  | +19 |
| Slovenia | 15   | 10 | 5 | 0 | 5 | 18 | 11 | +7  |
| Irlanda  | 12   | 10 | 4 | 0 | 6 | 14 | 17 | -3  |
| Lituania | 10   | 10 | 3 | 1 | 6 | 5  | 17 | -12 |
| Andorra  | 3    | 10 | 1 | 0 | 9 | 1  | 26 | -25 |

| Squadra  | Slovenia (bandiera) | Irlanda (bandiera) | Andorra (bandiera) | Italia (bandiera) | Serbia (bandiera) | Lituania (bandiera) |
| -------- | ------------------- | ------------------ | ------------------ | ----------------- | ----------------- | ------------------- |
| Slovenia |                     | 3 – 1              | 4 – 0              | 0 – 3             | 2 – 0             | 3 – 0               |
| Irlanda  | 2 – 0               |                    | 1 – 0              | 1 – 4             | 1 – 3             | 3 – 0               |
| Andorra  | 0 – 5               | 0 – 2              |                    | 0 – 1             | 0 – 4             | 1 – 0               |
| Italia   | 1 – 0               | 1 – 0              | 3 – 0              |                   | 1 – 1             | 2 – 0               |
| Serbia   | 3 – 1               | 3 – 2              | 5 – 0              | 1 – 1             |                   | 5 – 0               |
| Lituania | 1 – 0               | 3 – 1              | 1 – 0              | 0 – 0             | 0 – 2             |                     |

### Gruppo 3
| Squadra | P.ti | G  | V | N | P | F  | S  | DR  |
| --- | ---- | -- | - | - | - | -- | -- | --- |
| [[File:Template:Naz/MKD 1995-2019 1995-2019\|class=noviewer\|Template:Naz/MKD 1995-2019 1995-2019 (bandiera)\|20x16px]] [[Selezioni giovanili della nazionale maschile di calcio Template:Naz/MKD 1995-2019 1995-2019#Under 21\|Template:Naz/MKD 1995-2019 1995-2019]] | 21   | 10 | 6 | 3 | 1 | 13 | 7  | +6  |
| Francia | 20   | 10 | 6 | 2 | 2 | 17 | 8  | +9  |
| Islanda | 18   | 10 | 5 | 3 | 2 | 13 | 9  | +4  |
| Ucraina | 14   | 10 | 4 | 2 | 4 | 14 | 12 | +2  |
| Scozia | 8    | 10 | 2 | 2 | 6 | 8  | 17 | -9  |
| Irlanda del Nord | 2    | 10 | 0 | 2 | 8 | 6  | 18 | -12 |

| Squadra          | Islanda (bandiera) | Francia (bandiera) | Ucraina (bandiera) | Scozia (bandiera) | Irlanda del Nord (bandiera) | Macedonia (bandiera) |
| ---------------- | ------------------ | ------------------ | ------------------ | ----------------- | --------------------------- | -------------------- |
| Islanda          |                    | 3 – 2              | 2 – 4              | 2 – 0             | 1 – 1                       | 3 – 0                |
| Francia          | 2 – 0              |                    | 2 – 0              | 2 – 0             | 1 – 0                       | 1 – 1                |
| Ucraina          | 0 – 1              | 1 – 0              |                    | 4 – 0             | 1 – 1                       | 0 – 2                |
| Scozia           | 0 – 0              | 1 – 2              | 2 – 2              |                   | 3 – 1                       | 0 – 1                |
| Irlanda del Nord | 0 – 1              | 0 – 3              | 1 – 2              | 1 – 2             |                             | 1 – 2                |
| Macedonia        | 0 – 0              | 2 – 2              | 1 – 0              | 2 – 0             | 2 – 0                       |                      |

### Gruppo 4
| Squadra       | P.ti | G  | V | N | P  | F  | S  | DR  |
| ------------- | ---- | -- | - | - | -- | -- | -- | --- |
| Portogallo    | 26   | 10 | 8 | 2 | 0  | 34 | 5  | +29 |
| Israele       | 21   | 10 | 6 | 3 | 1  | 21 | 4  | +17 |
| Grecia        | 13   | 10 | 4 | 1 | 5  | 13 | 14 | -1  |
| Albania       | 12   | 10 | 3 | 3 | 4  | 11 | 20 | -9  |
| Ungheria      | 12   | 10 | 3 | 3 | 4  | 19 | 16 | +3  |
| Liechtenstein | 0    | 10 | 0 | 0 | 10 | 1  | 40 | -39 |

| Squadra       | Israele (bandiera) | Albania (bandiera) | Portogallo (bandiera) | Grecia (bandiera) | Ungheria (bandiera) | Liechtenstein (bandiera) |
| ------------- | ------------------ | ------------------ | --------------------- | ----------------- | ------------------- | ------------------------ |
| Israele       |                    | 4 – 0              | 0 – 3                 | 4 – 0             | 3 – 0               | 4 – 0                    |
| Albania       | 1 – 1              |                    | 1 – 6                 | 0 – 0             | 2 – 1               | 2 – 0                    |
| Portogallo    | 0 – 0              | 4 – 0              |                       | 1 – 0             | 2 – 0               | 4 – 0                    |
| Grecia        | 0 – 1              | 2 – 1              | 0 – 4                 |                   | 3 – 1               | 5 – 0                    |
| Ungheria      | 0 – 0              | 2 – 2              | 3 – 3                 | 2 – 1             |                     | 4 – 0                    |
| Liechtenstein | 0 – 4              | 0 – 2              | 1 – 7                 | 0 – 2             | 0 – 6               |                          |

### Gruppo 5
| Squadra     | P.ti | G  | V | N | P | F  | S  | DR  |
| ----------- | ---- | -- | - | - | - | -- | -- | --- |
| Danimarca   | 28   | 10 | 9 | 1 | 0 | 24 | 3  | +21 |
| Bulgaria    | 17   | 10 | 5 | 2 | 3 | 11 | 7  | +4  |
| Romania     | 16   | 10 | 5 | 1 | 4 | 15 | 14 | +1  |
| Galles      | 16   | 10 | 4 | 4 | 2 | 14 | 12 | +2  |
| Lussemburgo | 6    | 10 | 1 | 3 | 6 | 5  | 18 | -13 |
| Armenia     | 1    | 10 | 0 | 1 | 9 | 6  | 21 | -15 |

| Squadra     | Romania (bandiera) | Galles (bandiera) | Danimarca (bandiera) | Lussemburgo (bandiera) | Bulgaria (bandiera) | Armenia (bandiera) |
| ----------- | ------------------ | ----------------- | -------------------- | ---------------------- | ------------------- | ------------------ |
| Romania     |                    | 2 – 1             | 0 – 3                | 4 – 0                  | 0 – 2               | 3 – 0              |
| Galles      | 1 – 1              |                   | 0 – 4                | 1 – 1                  | 3 – 1               | 2 – 1              |
| Danimarca   | 3 – 1              | 0 – 0             |                      | 4 – 1                  | 1 – 0               | 2 – 0              |
| Lussemburgo | 0 – 1              | 1 – 3             | 0 – 1                |                        | 0 – 0               | 1 – 0              |
| Bulgaria    | 2 – 0              | 0 – 0             | 0 – 3                | 3 – 0                  |                     | 2 – 0              |
| Armenia     | 2 – 3              | 1 – 3             | 1 – 3                | 1 – 1                  | 0 – 1               |                    |

### Gruppo 6
| Squadra    | P.ti | G  | V | N | P | F  | S  | DR  |
| ---------- | ---- | -- | - | - | - | -- | -- | --- |
| Svezia     | 24   | 10 | 7 | 3 | 0 | 24 | 7  | +17 |
| Spagna     | 23   | 10 | 7 | 2 | 1 | 31 | 9  | +22 |
| Croazia    | 20   | 10 | 6 | 2 | 2 | 24 | 11 | +13 |
| Georgia    | 13   | 10 | 4 | 1 | 5 | 17 | 17 | 0   |
| Estonia    | 4    | 10 | 1 | 1 | 8 | 3  | 26 | -23 |
| San Marino | 1    | 10 | 0 | 1 | 9 | 1  | 30 | -29 |

| Squadra    | Georgia (bandiera) | Estonia (bandiera) | San Marino (bandiera) | Spagna (bandiera) | Svezia (bandiera) | Croazia (bandiera) |
| ---------- | ------------------ | ------------------ | --------------------- | ----------------- | ----------------- | ------------------ |
| Georgia    |                    | 3 – 0              | 4 – 0                 | 2 – 5             | 0 – 1             | 2 – 2              |
| Estonia    | 0 – 1              |                    | 0 – 0                 | 0 – 2             | 0 – 3             | 0 – 4              |
| San Marino | 0 – 3              | 1 – 2              |                       | 0 – 3             | 0 – 2             | 0 – 3              |
| Spagna     | 5 – 0              | 5 – 0              | 6 – 0                 |                   | 1 – 1             | 0 – 3              |
| Svezia     | 3 – 2              | 5 – 0              | 3 – 0                 | 1 – 1             |                   | 4 – 2              |
| Croazia    | 1 – 0              | 2 – 1              | 4 – 0                 | 2 – 3             | 1 – 1             |                    |

### Gruppo 7
| Squadra     | P.ti | G  | V  | N | P | F  | S  | DR  |
| ----------- | ---- | -- | -- | - | - | -- | -- | --- |
| Germania    | 30   | 10 | 10 | 0 | 0 | 35 | 8  | +27 |
| Austria     | 22   | 10 | 7  | 1 | 2 | 22 | 12 | +10 |
| Finlandia   | 14   | 10 | 4  | 2 | 4 | 13 | 10 | +3  |
| Azerbaigian | 9    | 10 | 2  | 3 | 5 | 8  | 19 | -11 |
| Russia      | 9    | 10 | 2  | 3 | 5 | 15 | 19 | -4  |
| Fær Øer     | 1    | 10 | 0  | 1 | 9 | 3  | 28 | -25 |

| Squadra     | Azerbaigian (bandiera) | Germania (bandiera) | Russia (bandiera) | Austria (bandiera) | Finlandia (bandiera) | Fær Øer (bandiera) |
| ----------- | ---------------------- | ------------------- | ----------------- | ------------------ | -------------------- | ------------------ |
| Azerbaigian |                        | 0 – 3               | 3 – 0             | 0 – 2              | 0 – 1                | 1 – 1              |
| Germania    | 3 – 1                  |                     | 4 – 3             | 4 – 2              | 4 – 0                | 4 – 1              |
| Russia      | 2 – 2                  | 0 – 2               |                   | 1 – 1              | 1 – 1                | 2 – 0              |
| Austria     | 7 – 0                  | 1 – 4               | 4 – 3             |                    | 2 – 0                | 1 – 0              |
| Finlandia   | 0 – 0                  | 0 – 1               | 2 – 0             | 0 – 1              |                      | 3 – 0              |
| Fær Øer     | 0 – 1                  | 0 – 6               | 0 – 3             | 0 – 1              | 1 – 6                |                    |

### Gruppo 8
| Squadra     | P.ti | G | V | N | P | F  | S  | DR  |
| ----------- | ---- | - | - | - | - | -- | -- | --- |
| Slovacchia  | 19   | 8 | 6 | 1 | 1 | 21 | 6  | +15 |
| Paesi Bassi | 14   | 8 | 4 | 2 | 2 | 15 | 10 | +5  |
| Turchia     | 11   | 8 | 3 | 2 | 3 | 7  | 8  | -1  |
| Bielorussia | 8    | 8 | 2 | 2 | 4 | 7  | 11 | -4  |
| Cipro       | 4    | 8 | 1 | 1 | 6 | 4  | 19 | -15 |

| Squadra     | Paesi Bassi (bandiera) | Slovacchia (bandiera) | Turchia (bandiera) | Bielorussia (bandiera) | Cipro (bandiera) |
| ----------- | ---------------------- | --------------------- | ------------------ | ---------------------- | ---------------- |
| Paesi Bassi |                        | 1 – 3                 | 0 – 0              | 1 – 0                  | 4 – 0            |
| Slovacchia  | 4 – 2                  |                       | 5 – 0              | 3 – 1                  | 2 – 0            |
| Turchia     | 0 – 1                  | 1 – 1                 |                    | 1 – 0                  | 0 – 1            |
| Bielorussia | 2 – 2                  | 1 – 0                 | 0 – 2              |                        | 2 – 2            |
| Cipro       | 1 – 4                  | 0 – 3                 | 0 – 3              | 0 – 1                  |                  |

### Gruppo 9
| Squadra              | P.ti | G | V | N | P | F  | S  | DR  |
| -------------------- | ---- | - | - | - | - | -- | -- | --- |
| Inghilterra          | 20   | 8 | 6 | 2 | 0 | 20 | 3  | +17 |
| Norvegia             | 16   | 8 | 5 | 1 | 2 | 12 | 10 | +2  |
| Svizzera             | 12   | 8 | 3 | 3 | 2 | 11 | 8  | +3  |
| Kazakistan           | 4    | 8 | 1 | 1 | 6 | 3  | 14 | -11 |
| Bosnia ed Erzegovina | 3    | 8 | 0 | 3 | 5 | 2  | 13 | -11 |

| Squadra              | Norvegia (bandiera) | Inghilterra (bandiera) | Svizzera (bandiera) | Kazakistan (bandiera) | Bosnia ed Erzegovina (bandiera) |
| -------------------- | ------------------- | ---------------------- | ------------------- | --------------------- | ------------------------------- |
| Norvegia             |                     | 0 – 1                  | 2 – 1               | 2 – 1                 | 2 – 0                           |
| Inghilterra          | 6 – 1               |                        | 3 – 1               | 3 – 0                 | 5 – 0                           |
| Svizzera             | 1 – 1               | 1 – 1                  |                     | 3 – 0                 | 3 – 1                           |
| Kazakistan           | 0 – 3               | 0 – 1                  | 0 – 1               |                       | 0 – 0                           |
| Bosnia ed Erzegovina | 0 – 1               | 0 – 0                  | 0 – 0               | 1 – 2                 |                                 |

### Raffronto tra le seconde classificate di ogni gruppo
A fini di uniformità, per le nazionali dei gruppi a sei squadre (da 1 a 7) non si tiene conto dei punti conquistati contro l'ultima in classifica del proprio girone.
| Pos. | Gr. | Squadra     | Pt | G | V | P | S | RF | RS | DR  |
| ---- | --- | ----------- | -- | - | - | - | - | -- | -- | --- |
| 1    | 6   | Spagna      | 17 | 8 | 5 | 2 | 1 | 22 | 9  | +13 |
| 2    | 2   | Serbia      | 17 | 8 | 5 | 2 | 1 | 18 | 8  | +10 |
| 3    | 7   | Austria     | 16 | 8 | 5 | 1 | 2 | 20 | 12 | +8  |
| 4    | 9   | Norvegia    | 16 | 8 | 5 | 1 | 2 | 12 | 10 | +2  |
| 5    | 4   | Israele     | 15 | 8 | 4 | 3 | 1 | 13 | 4  | +9  |
| 6    | 8   | Paesi Bassi | 14 | 8 | 4 | 2 | 2 | 15 | 10 | +5  |
| 7    | 3   | Francia     | 14 | 8 | 4 | 2 | 2 | 13 | 8  | +5  |
| 8    | 1   | Belgio      | 12 | 8 | 4 | 0 | 4 | 10 | 10 | 0   |
| 9    | 5   | Bulgaria    | 11 | 8 | 3 | 2 | 3 | 8  | 7  | +1  |

## Play-off
| Squadra 1 | Totale      | Squadra 2 | Andata | Ritorno |
| --------- | ----------- | --------- | ------ | ------- |
| Serbia    | 2 - 1       | Norvegia  | 2 - 0  | 0 - 1   |
| Austria   | 1 - 1 (gfc) | Spagna    | 1 - 1  | 0 - 0   |

## Classifica cannonieri
Statistiche aggiornate al 11 agosto 2016
| Gol |  | Minuti giocati | Giocatore           | Squadra     |
| --- |  | -------------- | ------------------- | ----------- |
| 9   |  | 436'           | Michael Gregoritsch | Austria     |
| 8   |  | 598'           | Patrik Schick       | Rep. Ceca   |
| 6   |  | 450'           | Vincent Janssen     | Paesi Bassi |
| 6   |  | 517'           | Gerard Deulofeu     | Spagna      |
| 5   |  | 359'           | Adam Zreľák         | Slovacchia  |
| 5   |  | 439'           | Davie Selke         | Germania    |
| 5   |  | 450'           | Leroy Sané          | Germania    |
| 5   |  | 486'           | Nika Kacharava      | Georgia     |
| 5   |  | 497'           | Max Meyer           | Germania    |